# 那牙市 (南甘马仁省)
那牙市（英語：Naga City）是菲律宾吕宋岛南甘马仁省的一座城市。

## 教區
- 天主教卡塞雷斯总教区